# Karen Blixen
Karen Christentze Dinesen, baronessa von Blixen-Finecke (Rungsted, 17 aprile 1885 – Rungsted, 7 settembre 1962), è stata una scrittrice danese, nota con vari pseudonimi, il più famoso dei quali è Karen Blixen; pubblicò opere anche con il nome di Isak Dinesen (suo cognome di nascita), Tania Blixen, Pierre Andrézel e Osceola.

## Biografia

### I primi anni
Karen nacque a Rungsted, in Danimarca, nel 1885. Durante i primi anni della sua vita, crebbe negli agi della sua bella residenza di campagna a Rungsted, a una trentina di chilometri da Copenaghen, con la madre Ingeborg Westenholz, il padre Wilhelm Dinesen, a cui era molto affezionata, i fratelli Thomas e Anders e le due sorelle. Il padre, proprietario terriero che partecipava alla vita politica del Paese, si suicidò quando lei aveva solo nove anni.
Dal 1903 al 1906 frequentò le accademie delle Belle Arti di Copenaghen, Parigi (1910) e di altre città d'Europa.
Nel 1907 scrisse i suoi primi racconti, sotto lo pseudonimo di Osceola, dal titolo Gli eremiti e L'aratore, mentre è del 1909 La famiglia de Cats.
Nel 1912 visitò Roma durante un viaggio col fratello Thomas.

### L'Africa

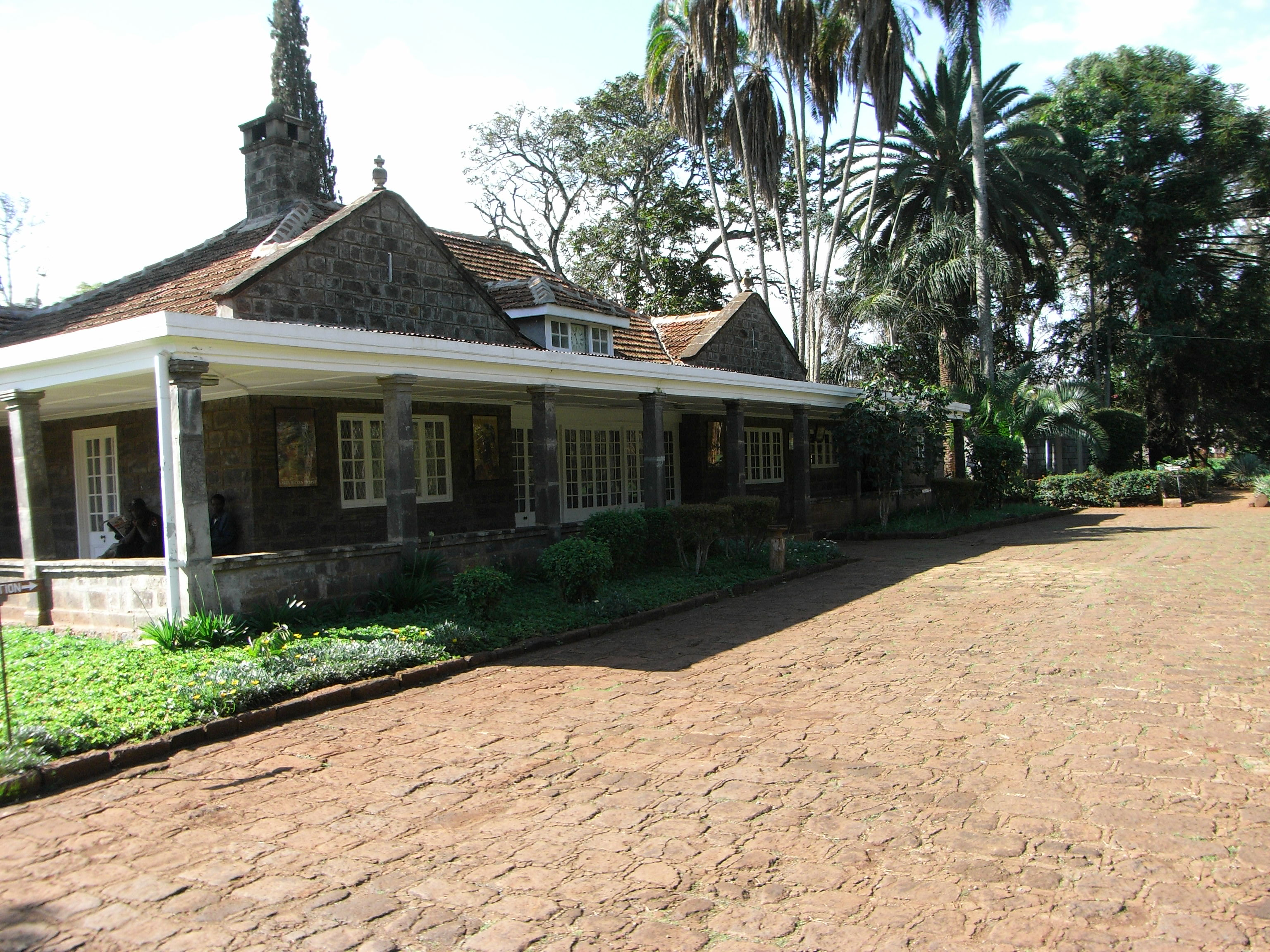
La casa, ora un museo, della Blixen in Kenya

Il 2 dicembre 1913 partì per l'Africa insieme al cugino di secondo grado, il barone svedese Bror von Blixen-Finecke, con il quale nel frattempo si era fidanzata, con lo scopo di acquistare una fattoria, per vivere lontano dalla civiltà e provare nuove emozioni. Nel 1914 sposò Bror a Mombasa, ed insieme acquistarono una piantagione di caffè ai piedi delle colline di N'Gong, vicino a Nairobi, e vi si trasferirono, iniziando l'avventura da tanto tempo sognata.
Il matrimonio terminò nel 1925 con il divorzio e Karen restò da sola a dirigere la piantagione, che ormai era la sua ragione di vita. Una grande crisi del mercato del caffè la costrinse però a chiudere la fattoria nel 1931 e a far ritorno in Danimarca il 31 agosto dello stesso anno. Non tornerà mai più nella sua amata Africa e si dedicherà con passione alla scrittura. Le resterà sempre, però, una grande nostalgia per la sua terra africana.
La Blixen collaborò col giornale di sinistra Politiken come corrispondente da Berlino durante l'anno 1940 e nel 1941 da Helsinki e scrisse Lettere da un paese di guerra.

### Ultimi anni
Usando lo pseudonimo di Isak Dinesen, scrisse in inglese il primo lavoro che le avrebbe portato il successo: Sette storie gotiche, una raccolta di sette racconti pubblicata sia negli Stati Uniti che in Inghilterra nel 1934. Tre anni dopo, nel 1937, scrisse ancora in inglese quello che sarebbe rimasto il suo capolavoro e per il quale resterà famosa nel panorama letterario del XX secolo: La mia Africa, una sorta di diario dove racconta i suoi anni passati in Kenya e i suoi rapporti con la natura e con i nativi del posto, dei quali ammirava il modo di vivere.
Negli anni che trascorse in Danimarca la sua salute fu molto cagionevole e passò lunghi periodi in ospedale a causa della sifilide, malattia venerea trasmessale dal marito. Negli ultimi anni di vita fu costretta, per via della malattia che non le consentiva più di lavorare alla scrivania, a dettare i suoi romanzi alla segretaria. Morì il 7 settembre 1962, all'età di settantasette anni.
I suoi ricordi africani, le fotografie e le lettere dell'amato Denys Finch Hatton, dopo la separazione dal marito suo compagno (peraltro rapidamente infedele), la sua scrivania e molti oggetti personali sono conservati nella sua casa, divenuta museo nel 1991 grazie agli introiti del film La mia Africa, tratto dal romanzo omonimo. Nel museo si possono ammirare anche diversi quadri dipinti dalla stessa Blixen.
Nonostante diverse candidature al Premio Nobel per la letteratura, non lo vinse mai; dopo che sono stati resi pubblici gli archivi della commissione fino al 1960, all'inizio del 2010 è emerso che i giurati preferirono scegliere altri scrittori piuttosto che la Blixen per non suscitare polemiche su presunti favoritismi verso autori scandinavi.

## Trasposizioni cinematografiche
- Dal racconto La storia immortale, contenuto nella raccolta Capricci del destino, è stato tratto nel 1968 il film Storia immortale scritto e diretto da Orson Welles. Lo stesso racconto è stato anche oggetto di rappresentazioni teatrali.
- Dal racconto Ehrengard, pubblicato postumo, è stato tratto nel 1982 l'omonimo film diretto da Emidio Greco.
- Dal racconto Il pranzo di Babette, contenuto nella raccolta Capricci del destino, è stato tratto nel 1987 l'omonimo film, vincitore dell'Oscar al miglior film straniero.
- Dal romanzo La mia Africa è stato tratto nel 1985 l'omonimo film diretto da Sydney Pollack, vincitore di sette Premi Oscar 1986

## Opere tradotte in italiano
(dove disponibile è indicato l'anno di prima pubblicazione)
- Il matrimonio moderno, 1923 (trad. di Anna Cambieri, Adelphi, Milano, I ed. 1986)
- La vendetta della verità ,1926 (La verità vendicata: una commedia di marionette, a cura di Inge Lise Rasmussen Pin, trad. di Inge Rasmussen Pin e Daniela Curti, Giardini editori e stampatori, Pisa 1989)
- Sette storie gotiche, 1934 (con il titolo Sette racconti gotici (Una notte a Parigi). Racconti di Isak Dinesen, trad. di Alessandra Scalero, Mondadori, Milano, I ed. 1936; con il titolo Sette storie gotiche, trad. di Alessandra Scalero riveduta da Adriana Motti, Adelphi, Milano, I ed. 1978)
- La mia Africa, 1937 (trad. Lucia Drudi Demby, Feltrinelli, Milano, I ed. 1959)
- Racconti d'inverno, 1942 (trad. di Paola Ojetti, Feltrinelli, Milano, 1960; trad. di Adriana Motti, Adelphi, Milano, I ed. 1980)
- I vendicatori angelici, 1944 (trad. di Bianca Candian, Adelphi, Milano, I ed. 1985)
- Dagherrotipi, 1951 (trad. di Bruno Berni, Adelphi, Milano, I ed. 1995)
- Ultimi racconti, 1957 (trad. di Paola Ojetti, Feltrinelli, Milano, 1962; trad. di Adriana Motti, Adelphi, Milano, I ed.1982)
- Capricci del destino, 1958 (trad. di Paola Ojetti, Feltrinelli, Milano, I ed. 1966)
- Ombre sull'erba, 1960 (trad. di Silvia Gariglio, Adelphi, Milano, I ed. 1985)
- Ehrengard, 1963 (trad. di Adriana Motti, Adelphi, Milano, I ed. 1979)
- Carnevale e altri racconti postumi, 1979 (trad. di Eva Kampmann, Adelphi, Milano, I ed. 1990)
- Lettere dall'Africa 1914-1931, 1981 (a cura di Frans Lasson, trad. di Bruno Berni, Adelphi, Milano, I ed. 1987)

## Altre opere
- Ex Africa, raccolta di poesie scritta nel 1915.